# Tkoutt
Tkoutt là một thị trấn thuộc tỉnh Batna, Algérie. Dân số thời điểm năm 2002 là 10.629 người.